# Super Hexagon
Super Hexagon est un jeu vidéo développé par Terry Cavanagh. Il s’agit d’un jeu d'action publié le 5 septembre 2012 pour iOS, puis le 29 novembre pour Gnu/Linux, Windows et Mac OS via la plate-forme Steam.

## Système de jeu
Dans Super Hexagon, le joueur manipule un curseur triangulaire qui tourne de manière circulaire autour d'un hexagone.  Des formes géométriques (les murs) viennent alors vers le joueur et celui-ci doit les éviter. La difficulté du jeu réside dans la vitesse de déplacement de ces objets, la rotation du décor, la combinaison aléatoire des groupes de murs, et d'autres évènements aléatoires tels que le changement d'échelle du jeu ou le changement de sens de rotation du décor.

Dans sa version finale, le jeu possède 6 niveaux différents d'une difficulté croissante. Ils sont divisés en deux : les niveaux normaux et les modes « hyper » de ces niveaux. Les trois niveaux normaux possèdent un rythme et des caractéristiques différentes ; le mode hyper rend le jeu plus difficile en accélérant la vitesse. Ce jeu demande de la réflexion et de la perception. La composition des murs est presque aléatoire : ils sont constitués de groupes qui sont mis de huit  façons différentes avant de dépasser les 30 secondes sur le premier niveau. Le mode hyper est débloqué après 60 secondes, et augmente la difficulté via une plus grande vitesse.

Captures d'écran de Super Hexagon
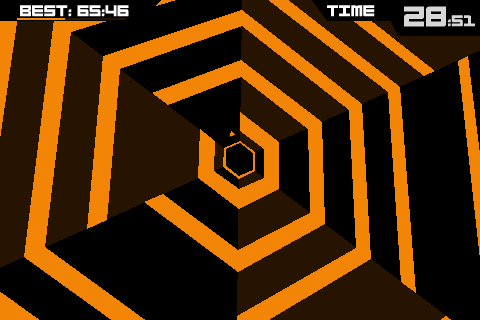
Super Hexagon sur iOS.
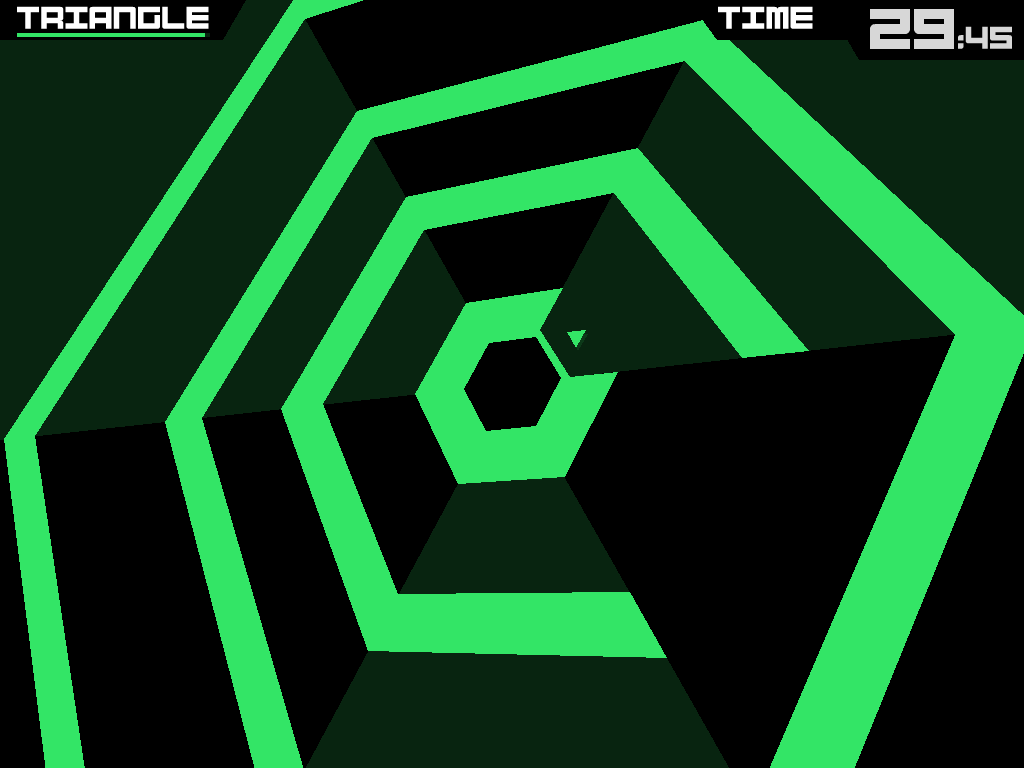
Super Hexagon sur iPad.
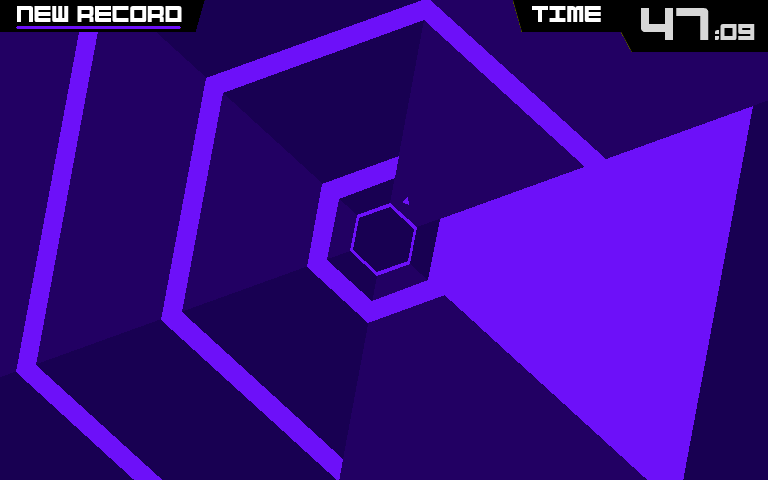
Super Hexagon sur PC.

## Développement
Super Hexagon est une version améliorée du jeu Hexagon, ayant été développé en 48 h pour la cinquième édition de la Pirate Kart, un concours de développement de jeux vidéo. L'ayant d'abord publié sur Internet, le créateur du jeu est ensuite passé d'une version Flash à un portage C++, incluant de nouveaux niveaux (Hexagon en est devenu le premier) pour un souci de performances. Ce portage a permis de sortir par la suite le jeu sur Steam, iOS et Android.
Le jeu a été répliqué en Open Source par un développeur indépendant. Terry Cavanagh s'est déclaré favorable à cette adaptation et a même apprécié le niveau de difficulté du stage octogonal et l'animation de mort. Il est par contre mécontent que le jeu ait été publié avant que lui-même ne publie une version PC sur Steam.

## Accueil
Le jeu s'est vendu à 30 000 exemplaires sur iOS durant la première semaine de commercialisation.
Super Hexagon a reçu un accueil positif de la presse spécialisée. Le site Metacritic, qui effectue des moyennes à partir de nombreuses publications, lui attribue un score de 86 sur 100. Il est apparu dans le best of de Gamasutra pour l'année 2012.

### Critiques
Le jeu reçoit des critiques élogieuses de toute part. Il est acclamé pour sa simplicité, son esthétique et son aspect addictif. Le New York Times approuve le jeu pour l'encouragement du joueur à l'optimisme et à l'adaptation dans un univers aux règles difficiles.